# Корте-де-Кортезі-кон-Чиньйоне
Корте-де-Кортезі-кон-Чиньоне (італ. Corte de' Cortesi con Cignone) — муніципалітет в Італії, у регіоні Ломбардія, провінція Кремона.
Корте-де-Кортезі-кон-Чиньйоне розташоване на відстані близько 430 км на північний захід від Рима, 70 км на схід від Мілана, 16 км на північ від Кремони.
Населення — 1065 осіб (2014).

## Демографія
Населення за роками:

Станом на 1 січня 2023 року в муніципалітеті офіційно проживали 223 іноземці з 17 країн, серед них 20 громадян країн Євросоюзу та 2 громадяни України.

## Сусідні муніципалітети
- Бордолано
- Казальбуттано-ед-Уніті
- Ольменета
- Куїнцано-д'Ольйо
- Робекко-д'Ольйо
- Веролавеккія